# Roberto Moreira
Roberto Franco Moreira (São Paulo, 1961) é um cineasta e roteirista brasileiro
Foi premiado no Festival de Brasília de 1997 pelo roteiro de Um Céu de Estrelas, de Tata Amaral, que escreveu com Jean-Claude Bernardet.
Seu primeiro longa-metragem, Contra Todos, recebeu diversos prêmios, entre eles os de melhor filme e atriz (Sílvia Lourenço) no Festival do Rio; melhor direção, ator (Giulio Lopes), direção de arte e prêmio da crítica no Cine PE; e prêmio Silver Firebird no Festival de Hong Kong.

## Filmografia

### Curtas
- 1986 - Além das Estrelas
- 1987 - O Quadro não Sangra
- 1990 - Amargo Prazer
- 1989 - Nasce a República (documentário)
- 1992 - Modernismo: os Anos 20 (documentário)
- 1998 - Viagens na Fronteira (documentário)

### Longas
- 1992 - Oswaldianas (episódio “A princesa Radar”)
- 2004 - Contra Todos
- 2009 - Quanto Dura o Amor?[3].
- 2021 - Terapia do Medo